# Jenny Wright
Jenny Wright (de son nom complet Jennifer G. Wright) est une actrice américaine née le 23 mars 1962 à New York.

## Biographie
Elle est principalement connue pour avoir tourné dans des petits rôles dans Le Monde selon Garp et Pink Floyd: The Wall, mais aussi des rôles plus importants dans Aux frontières de l'aube et Lectures diaboliques, où elle a même le rôle principal et pour lequel elle reçoit une nomination au Saturn Award de la meilleure actrice en 1991. Elle fait aussi des apparitions dans des séries télévisées.
Elle s'éloigne des caméras progressivement à partir du milieu des années 1990 et ne tourne plus pour le cinéma ou pour la télévision depuis 1998.

## Filmographie partielle

### Cinéma
- 1982 : Le Monde selon Garp (The World According to Garp) : Cushie
- 1982 : Pink Floyd: The Wall : une groupie américaine
- 1984 : Attention délires ! (The Wild Life) : Eileen
- 1985 : St. Elmo's Fire : Felicia
- 1986 : Passeport pour une nuit blanche (Out of Bounds) : Dizz / Darlene
- 1987 : Aux frontières de l'aube (Near Dark) de Kathryn Bigelow : Mae
- 1988 : The Chocolate War (en) de Keith Gordon : Lisa
- 1989 : Twister : Stephanie
- 1989 : Lectures diaboliques (I, Madman) : Virginia
- 1989 : Valentino Returns : Sylvia Fuller
- 1990 : Business oblige (A Shock to the System) : Melanie O'Conner
- 1990 : Young Guns 2 (Young Guns II) : Jane Greathouse
- 1991 : Bienvenue au club (Queens Logic) : Asha
- 1992 : Le Cobaye (The Lawnmower Man) : Marnie Burke
- 1998 : Enchanted : la mère de Natalie

### Télévision
- 1982 : Love, Sidney : Jan (2 épisodes)
- 1987 : Les Incorruptibles de Chicago (Crime Story) : Pamela Palmer (1 épisode)
- 1988 : Jack Killian, l'homme au micro (Midnight Caller) : Angel (1 épisode)
- 1990 : Capital News : Doreen Duncan (Pilote + 13 épisodes)
- 1991 : Matlock : Ginnie Morell (1 épisode)
- 1994 : Les Anges de la ville (Sirens) : une journaliste (1 épisode)
- 1997 : New York Police Blues (NYPD Blue) : Trish Taylor (1 épisode)

## Distinctions

### Nominations
- Saturn Award :
  - Nomination au Saturn Award de la meilleure actrice 1991 (Lectures diaboliques)